# Dark Blue and Moonlight
Dark Blue And Moonlight (深藍與月光 特别S) è una serie drammatica sentimentale taiwanese del 2017. L'opera conta 12 episodi e uno speciale diviso in 4 parti.

## Trama
Yan Fei è il giovane capo di un'azienda di marketing e Hai Qing si sta apprestando a dare un esame per entrare all'accademia d'arte. Yan ha un fidanzato, Jimmy, mentre Hai  è ancora single.
Quando Hai vede Yan in una piscina locale gli piace e gli fa segretamente una foto. A causa della sua inesperienza nel nuotare Yan rischia di annegare ma viene salvato da Hai (dato che l'insegnante di nuoto e bagnino non presta attenzione alla piscina perché intento a flirtare con delle ragazze). La chimica tra i due è istantanea e Yan dà subito un bacio sulla bocca a Hai negli spogliatoi per poi dargli il suo numero di telefono. Ma, a causa di un episodio di bullismo, il telefono di Hai Qing viene lanciato in acqua distruggendolo (rendendo impossibile il contatto tra i due). Poco dopo, Hai incontra Ping Jun e i due iniziano a frequentarsi.
Dopo più di 1 anno i due casualmente si rincontrano e si riaccende il loro amore.

## Episodi
| Stagione       | Episodi | Primo episodio   | Ultimo episodio  |
| -------------- | ------- | ---------------- | ---------------- |
| Prima stagione | 12 + 1  | 21 novembre 2017 | 27 dicembre 2017 |

## Personaggi e interpreti
Principali
- Su Hai Qing, interpretato da Aric Chen, è un giovane studente d'arte che durante la serie deve affrontare il dilemma se stare con Yan Fei o con Chen Ping Jun.
- Yan Fei, interpretato da Ting Yun Wang, è il capo di una azienda di marketing (viene chiamato BOSS dai sottoposti). Si innamora di Su Hai Qing e lascia il suo precedente fidanzato, nonché coinquilino, Jimmy. Durante la serie ha una forte remore nel dire alla madre che è omosessuale.
- Chen Ping Jun, interpretato da Ting Xuan Huang, è un ragazzo molto laborioso che si divide tra molti lavori tra cui: barista, tutore scolastico e modello per i corsi d'arte. Si innamora di Su Hai Qing e diventa il suo ragazzo.
- Jimmy, interpretato da Charles Lin, è il fidanzato di Yan Fei all'inizio della serie sebbene i loro rapporti sembrano travagliati da tempo. Visto il suo rapporto con Yan, nonché il fatto che lui si sia innamorato di Hai, decide di lasciarlo preventivamente (prima che sia lui a scaricarlo). Nel corso della storia si interessa alla divinazione (in particolar modo ai tarocchi).

Secondari
- Chen "Pinky" Pin Xin, interpretata da Zhan Ya Han, è la sorella di Chen Ping Jun e assistente di Yan Fei. Durante la serie mostra molto interesse alla vita privata del suo datore di lavoro.
- Xiao Kai, interpretato da Wang Ko Yuan, è il migliore amico di Su Hai Qing.
- Jacky, interpretato da Antonio Wu, lavora per Yan Fei.
- Nonno di Hai Qing, interpretato da Zhong Lu Ni, è un vecchietto con l'alzheimer che muore d'infarto durante la serie.
- Padre di Hai Qing, interpretato da Lin Ming Sen, lavora per un'azienda molto attiva in America. Inizialmente è molto ostico nei confronti della scelta di Hai di dare l'esame per entrare all'artistico. Accetta abbastanza bene l'omosessualità del figlio.
- Madre di Yan Fei, interpretata da Ding Mei Qing, è una donna fissata con l'idea di famiglia e vuole che Yan Fei prenda moglie per fare dei bambini. Quando lui gli rivela che è omosessuale e che è fidanzato con Su Hai Qing lei non la prende bene dicendo che avrebbe preferito Jimmy.
- Choach di ginnastica, interpretato da Matthew Liu.
- Professoressa, interpretata da Kila Tsou.

Guest star
- Insegnante di nuoto, interpretato da Yan Ze Lu, dimostra d'essere svogliato nel suo lavoro e più interessato a flirtare con le ragazze che a lavorare. È l'artefice involontario dell'allontanamento tra Su Hai Qing e Yan Fei.